# Rabiea tersa
Rabiea tersa là một loài thực vật có hoa trong họ Phiên hạnh. Loài này được N.E.Br. miêu tả khoa học đầu tiên năm 1931.